# Air Board
L'Air Board (littéralement « conseil de l'air »), également connu sous le nom de administrative air board (Conseil administratif des forces aériennes), était l'organe de contrôle interne de la Royal Australian Air Force (RAAF) entre 1921 et 1976.
L'Air Board était composé d'officiers supérieurs de la RAAF ainsi que de quelques civils, et présidé par le Chef d'état-major de la Force aérienne. D'abord basé à Melbourne, son siège est déménagé à Canberra en 1961,.